# Obrubniki
Obrubniki – wieś w Polsce położona w województwie podlaskim, w powiecie białostockim, w gminie Dobrzyniewo Duże.
Wieś królewska w starostwie knyszyńskim w ziemi bielskiej województwa podlaskiego w 1795 roku. Do 1954 roku istniała gmina Obrubniki. W latach 1975–1998 miejscowość administracyjnie należała do województwa białostockiego.
Na terenie wsi znajduje się szkoła podstawowa. 
Obrubniki sąsiadują z Krynicami, Ponikłą, Kulikówką oraz Kozińcami.
Wierni kościoła rzymskokatolickiego należą do parafii Najświętszej Maryi Panny Nieustającej Pomocy w Kozińcach.